# 馯臂
馯臂，楚國人，姓馯（音ㄑ一ㄢ;qiān），又作駻。名臂，字子弘，又作子肱、子弓、子厷、子貢。
一說複姓馯臂，名為子弘。唐朝的张守节、韩愈及現代學者郭沫若等認為，此人即荀子一書提到的子弓。

## 生平
子弘从孔子弟子鲁人子木受易学，有传孔易之大功，《史记》言子弘是孔子易学的第二代传人，《汉书》以为是第三代。子弘为孔子易学的正宗嫡传，横跨在孔子、荀子之间，架起了“孔子﹣荀子”的天道论传承谱系，且这个谱系完全不同于由子思所架托的“孔子﹣孟子”之思想谱系。经验主义的“孔子﹣子弘﹣荀子”谱系，有别于理性主义的“孔子﹣子思﹣孟子”谱系，前者的天道论、人性论是非本体论、非形而上学的，而后者糅合伦理信念与天道抽象本体的思想正为汉魏、唐宋继承与发展，遂成道学之儒。